# Siarhej Alejnikaŭ
Siarhej Jaŭhenavitj Alejnikaŭ (belarusiska: Сяргей Яўгенавіч Алейнікаў, ryska: Сергей Евгеньевич Алейников: Sergej Jevgenjevitj Alejnikov), född den 7 november 1961 i Minsk i Sovjetunionen, är en belarusisk före detta fotbollsspelare och tidigare tränare för Kras.

## Spelarkarriär
Alejnikaŭ gick till Dinamo Minsk 1981 och vann sovjetiska mästerskapet följande säsong. Mittfältaren Alejnikaŭ gick sedan till Juventus 1989, där han 1990 vann Uefacupen och Coppa Italia. Han skrev under 1990 även på för Lecce och 1992 åkte han till Japan för att spela för Gamba Osaka. Han avslutade senare sin karriär i svenska IK Oddevold 1996.
I november 2003 firades Uefas jubileum och då blev han utvald av Vitrysslands fotbollsfederation som Vitrysslands bästa spelare de senaste 50 åren.